# Jackson Rhoads
A Jackson Randy Rhoads egy elektromos gitár, melyet eredetileg Randy Rhoads, a Quiet Riot és Ozzy Osbourne gitárosa használt és jelenleg az amerikai Jackson Guitars hangszercég gyártja. A gitárt eredetileg „Concorde” néven emlegették, később „Pinstripe-V”, illetve a továbbfejlesztett változat „LTD” néven futott, s csak 1982-es gyártásba kerülése, azaz Randy Rhoads halála után vette fel az eredeti tulajdonos nevét. A prototípust Groover Jackson készítette 1980-ban, egy fehér színű, arany hardverrel ellátott gitárt. Ez volt az első Jackson márkanéven futó gitár. A gitáron 2 hangerő, 1 tónus és 3 állású pickup kapcsoló volt. Az eredetin egy 6 csuklópontos tremolós híd volt, a sorozatgyártott modellekre Floyd Rose került. Groover 1981-ben készített egy testen átmenő fix húrozású fekete gitárt is ez volt a 2. prototípus. Ezt Randy csak néhány koncerten tudta használni 1982 márciusi halála miatt.

## Külső hivatkozások
- jacksonguitars.com – Rhoads modellek